# Црна Гора на Европском првенству у атлетици на отвореном 2016.
Црна Гора је учествовала на 23. Европском првенству 2016. одржаном у Амстердаму, Холандија, од 6. до 10. јулa. Ово је било пето Европско првенство на отвореном од 2006. године од када Црна Гора учествује самостално под овим именом.
На првенству у Амстердаму, Црну Гору је представљало четворо спортиста који су се такмичили у 3 дисциплине.
Представници Црне Горе нису освојили ниједну медаљу, нити су оборили неки рекорд.

## Учесници
| Бр. | Дисциплина   | Мушкарци        | Жене               | Укупно |
| --- | ------------ | --------------- | ------------------ | ------ |
| 1.  | Скок увис    |                 | Марија Вуковић     | 1      |
| 2.  | Бацање диска | Данијел Фуртула | Кристина Ракочевић | 2      |
| 3.  | Десетобој    | Дарко Пешић     |                    | 1      |
|     | Укупно (3)   | 2               | 2                  | 4      |

## Резултати

### Мушкарци
| Атлетичар       | Дисциплина   | Лични рекорд | Квалификације | Квалификације | Финале                | Финале        | Детаљи |
| Атлетичар       | Дисциплина   | Лични рекорд | Резултат      | Место         | Резултат              | Место         | Детаљи |
| --------------- | ------------ | ------------ | ------------- | ------------- | --------------------- | ------------- | ------ |
| Данијел Фуртула | бацање диска | 64,60 НР     | 63,14         | 7. у гр. А    | Ниије се квалификовао | 15. / 27 (30) |        |

десетобој
| Дисциплина   | Дарко Пешић | Дарко Пешић | Дарко Пешић | Дарко Пешић |         |       |
| Дисциплина   | Лич. рек.   | Резултат    | Бод.        | Плас.       | Укупно  | Плас. |
| ------------ | ----------- | ----------- | ----------- | ----------- | ------- | ----- |
| 100 м        | 11,33       | 11,31 ЛРС   | 793         | 24.         |         |       |
| Скок удаљ    | 7,63        | 6,82        | 771         | 25.         | 1.564   | 25.   |
| Бацање кугле | 15,20       | 14,65       | 768         | 6.          | 2.332   | 23.   |
| Скок увис    | 2,01        | 1,86        | 679         | 23.         | 3.011   | 23.   |
| 400 м        | 50,65       | НЗ          | БП          | 0           | одустао |       |
| 110 препоне  | 14.59       |             |             |             |         |       |
| Бацање диска | 48,88       |             |             |             |         |       |
| Скок мотком  | 4,60        |             |             |             |         |       |
| Бацање копља | 62,20       |             |             |             |         |       |
| 1.500 м      | 4:25,28     |             |             |             |         |       |
| Укупно       | 7.827 НР    | /           |             |             | НЗ      |       |

### Жене
| Атлетичар          | Дисциплина   | Лични рекорд | Квалификације | Квалификације | Финале                | Финале    | Детаљи |
| Атлетичар          | Дисциплина   | Лични рекорд | Резултат      | Место         | Резултат              | Место     | Детаљи |
| ------------------ | ------------ | ------------ | ------------- | ------------- | --------------------- | --------- | ------ |
| Марија Вуковић     | Скок увис    | 1,91 НР      | 1,85          | =9. гр. Б     | Није се квалификовала | =18. / 26 |        |
| Кристина Ракочевић | Бацање диска | 58,30 НР     | 54,35         | 11. у гр. А   | Није се квалификовала | 21 / 26   |        |